# Obóz pracy przymusowej w Przedborzu
Obóz pracy przymusowej w Przedborzu (niem. Zwangsarbeitslager für Juden Przedbórz) – obóz pracy przymusowej w Przedborzu na terenie Generalnego Gubernatorstwa.
Istniał stosunkowo krótko, bo od lipca do października 1944 (dla kobiet) oraz od wiosny do października 1944 (dla mężczyzn). Był przeznaczony dla ludności żydowskiej.